# Cartoon Network (Escandinavia)
Cartoon Network es un canal de televisión de pago escandinavo que transmite dibujos animados en Dinamarca, Suecia, Noruega, Finlandia, Islas Feroe, Groenlandia, Islandia y Letonia. El canal se lanzó en 2000, reemplazando la versión paneuropea de Cartoon Network en la región.

## Historia
Cartoon Network se lanzó en 1993 en Europa, Oriente Medio y África, y originalmente estaba hermanado con el canal de películas TNT (más tarde TCM) en una versión paneuropea. Cartoon Network funcionaba desde las 6:00 a. m. hasta las 8:00 p. m. CET, mientras TNT tomaría el relevo a partir de las 8:00 p. m. a 6:00 a. m. CET. Algunos programas de la cadena paneuropea fueron doblados al noruego, sueco y danés, y doblados localmente por empresas como SDI Media Denmark y Dubberman Denmark, para la banda sonora danesa. El 16 de diciembre de 1996, Cartoon Network se convirtió en un canal 24 horas al día, 7 días a la semana, al igual que TNT. Sin embargo, una versión del canal llamada TNT & Cartoon Network siguió apareciendo en algunos proveedores de Europa. En 2000, se creó una versión regional escandinava de Cartoon Network, que transmite en danés, sueco y noruego.
A mediados de mayo de 2006, el canal cambió su nombre a la era City, y también se modificaron el logotipo, las promociones, los bumpers y las identificaciones. El bloque Boomerang se eliminó, pero la mayor parte del contenido de su programa continuó ofreciéndose en el canal. A mediados de mayo de 2009, la marca se cambió a la era Arrow, como se veía en otros canales de CN en la región EMEA en ese momento. A principios de 2011, el canal cambió su nombre a la era Check It 1.0, con un nuevo logotipo, bumpers e identificaciones influenciados por la era Checkerboard.
Desde el 1 de octubre de 2012 en adelante, hay comerciales suecos locales en las pausas publicitarias del subfeed sueco, a diferencia de los comerciales pan-nórdicos transmitidos en Dinamarca, Noruega, Finlandia e Islandia. Desde el 1 de noviembre de 2013, Cartoon Network transmite en pantalla ancha. Aunque el canal se transmite las 24 horas del día, los 7 días de la semana, algunas distribuidoras solo transmiten el canal entre las 6:00 a. m. y 9:00 p. m., con Turner Classic Movies llenando el resto de la transmisión. Entre los distribuidores que solo transmiten la versión parcial se incluyen Viasat, Telia Digital-tv y muchos sistemas de cable analógico más pequeños. El canal aún no estaba disponible en finlandés en Finlandia, pero algunos de sus programas estaban disponibles en finlandés en canales locales finlandeses como MTV3, C More Juniori, Sub y Nelonen.
En noviembre de 2014, el canal cambió su nombre a Check It 3.0, después de que otros canales de EMEA lo hicieran.
El 2 de abril de 2016, Cartoon Network Nordic cambió su nombre al paquete de gráficos Check It 4.0, lo que marcó la primera etapa importante hacia el lanzamiento del cambio de marca en la región EMEA.
El 1 de mayo de 2017, el canal comenzó a transmitir en Finlandia.
A petición del regulador checo, entre NELP, a partir del 17 de abril de 2023, el canal comenzó a transmitir en Letonia, reemplazando la versión del sudeste europeo, pero se reemplazó completamente el 1 de mayo de 2023.

## Logotipos

1 de enero de 2000-Mayo de 2006
Mayo de 2006-Febrero de 2011
Desde febrero de 2011

## Bloques de programación

### Cartoon Network Classics
El ahora desaparecido bloque Cartoon Network Classics mostraba principalmente Cartoon Cartoons, junto con otra programación eliminada del horario principal. Se emitía a las 2:00 a. m. CET, hasta las 4:00 a. m. CET. El bloque no estaba anunciado y no tenía bumpers especiales. También carecía de publicidad.

### Toonami
Al igual que sus homólogos estadounidenses y británicos, el bloque Toonami mostraba principalmente dibujos animados orientados a la acción. Sin embargo, no se mostró mucho anime y Toonami Nordic se centró más en dibujos animados de acción no japoneses. Los programas que se mostraron incluyeron Samurai Jack, Batman of the Future, X-Men: Evolution, The Real Adventures of Jonny Quest, Justice League, Beyblade y Megas XLR.

### Boomerang
Cuando existía, el bloque Boomerang en CN Nordic normalmente transmitía contenido más antiguo, como Looney Tunes, Merrie Melodies, Tom y Jerry y varios dibujos animados eeHanna-Barbera. Cuando se eliminó, su contenido se distribuyó en el cronograma, aunque a lo largo de los años los programas se eliminaron o se trasladaron a Boomerang.